# Cyclacanthus
Cyclacanthus är ett släkte av akantusväxter. Cyclacanthus ingår i familjen akantusväxter.
Kladogram enligt Catalogue of Life:
| Cyclacanthus | \| \| Cyclacanthus coccineus \| \| \| \| \| \| Cyclacanthus poilanei \| \| \| \| |
|              | \| \| Cyclacanthus coccineus \| \| \| \| \| \| Cyclacanthus poilanei \| \| \| \| |
|              | Cyclacanthus coccineus                                                           |
|              |                                                                                  |
|              | Cyclacanthus poilanei                                                            |
|              |                                                                                  |